# Partit Comunista del Nepal (Marxista-Leninista-Maoista)
El Partit Comunista del Nepal (Marxista-Leninista-Maoista) o Communist Party of Nepal (Marxist-Leninist-Maoist) fou un partit polític comunista del Nepal fundat el 1981 per Krishna Das Shrestha que de fet s'havia escindit del Partit Comunista de Nepal a la regió de Bagmati el 1969 i des de llavors actuava de fet amb autonomia.
Si bé al principi fou anomenat Partit Comunista del Nepal (Marxista-Leninista) l'existència d'un altra partit amb igual nom va portar vers el 1990 a adoptar el nom de Partit Comunista del Nepal (Marxista-Leninista-Maoista).
El 1989 es va integrar al Moviment Popular d'Unitat Nacional i el 1991 va formar part del Samyukta Jana Morcha que després va abandonar.
El 6 d'abril de 1992 va participar activament a la vaga que va causar 14 morts.
Després es va aliar al Samyukta Jana Morcha, al Partit dels Treballadors i Camperols del Nepal, al Partit Comunista del Nepal original ara conegut com a facció del 15 de setembre de 1949, i a la Lliga Comunista del Nepal. El 2002 va ser part del Front Unit de l'Esquerra.
El 2005 es va unir a un grup escindit anteriorment, el Nepal Samyabadi Party (Marksbadi-Leninbadi-Maobadi) de Nanda Kumar Prasai, i va formar el Partit Comunista de Nepal (Unificat-Marxista-Leninista-Maoista) o Communist Party of Nepal (Unified Marxist-Leninist-Maoist).